# Witold Letowt
Witold Stanisław Letowt h. wł. Lettow-Vorbek (ur. 2 stycznia 1896, zm. 6 grudnia 1973) – podpułkownik lekarz Wojska Polskiego, w 1964 mianowany pułkownikiem przez Prezydenta RP na uchodźstwie.

## Życiorys
Urodził się 2 stycznia 1896 w Wilnie, choć inne źródła podają jako miejsce urodzenia rodzinny folwark Krasowszczyna, parafia Iwie, powiat Oszmiana k. Lidy. Syn Stanisława Letowt i Eweliny Mikosza h. Kotwicz, wnuk Waleriana Letowt i Stefanii Mordasewicz. Był najstarszym synem z siedmiorga rodzeństwa.
Od 1918 roku służył w Wojsku Polskim w stopniu podporucznika służb sanitarnych. W czasie wojny z bolszewikami był ciężko ranny. Na porucznika został mianowany ze starszeństwem z 1 grudnia 1921 roku w korpusie oficerów sanitarnych. W 1926 roku ukończył studia medyczne na Uniwersytecie Warszawskim. Był pilotem sportowym. W 1926 roku został przeniesiony do 11 pułku myśliwskiego w Lidzie (od 1928 roku – 5 Pułk Lotniczy) na stanowisko naczelnego lekarza. 18 lutego 1930 roku został mianowany kapitanem ze starszeństwem z dniem 1 stycznia 1930 roku i 40. lokatą w korpusie oficerów sanitarnych, grupa lekarzy. W 1936 roku został przeniesiony do Szkoły Podchorążych w Dęblinie. W 1939 roku, w stopniu majora, był naczelnym lekarzem 4 pułku lotniczego w Toruniu. W czasie kampanii wrześniowej był naczelnym lekarzem Bazy Lotniczej nr 4.
Po kampanii, przez Rumunię i Francję, przedostał się do Wielkiej Brytanii, gdzie wstąpił do Polskich Sił Powietrznych, w których służył w stopniu majora, a następnie podpułkownika (jednocześnie otrzymał stopień Squadron Leader w Royal Air Force). W chwili zakończenia wojny był lekarzem 306 dywizjonu myśliwskiego „Toruńskiego”.
4 września 1963 roku został wybrany delegatem Rządu RP na uchodźstwie na Leicester i okolice. W listopadzie 1964 roku Prezydent RP August Zaleski mianował go pułkownikiem w korpusie oficerów służby zdrowia.
Zmarł 6 grudnia 1973, pochowany na cmentarzu Welford Road w Leicester.
Pułkownik Letowt posiadał liczne odznaczenia wojskowe, w tym wojenne polskie i angielskie. Miał córkę i dwóch synów. Jego najmłodszy syn Janusz Letowt-Vorbek mieszka w Anglii, ma trzy córki, a starszy Stanisław „Bohun” i córka Danuta „Danka” walczyli w powstaniu warszawskim w batalionie AK „Parasol”, zginęli 19 sierpnia 1944 roku w obronie Starówki - pośmiertnie odznaczeni Krzyżem Powstańczym oraz Virtuti Militari IV kl. Pochowani są w kwaterze „Parasola” na Cmentarzu Wojskowym na Powązkach (kwatera A 24-8-18).

## Ordery i odznaczenia
- Medal Lotniczy (czterokrotnie)[19]
- Złoty Krzyż Zasługi (19 marca 1937)[20][21]